# Сегашно деятелно причастие
Сегашно деятелно причастие е нелична глаголна форма – причастие, изразяващо действие, което се извършва едновременно с действието, изразено от сказуемото. За разлика от деепричастието, което също изразява едновременно действие, но пояснява сказуемото като обстоятелствено пояснение, сегашното деятелно причастие пояснява някоя именна част на изречението, тоест то играе ролята на определение – може на подлога, но може и на допълнението.
Пример за прилика между сегашно деятелно причастие и деепричастие:
- Треперещ от гняв, Иван се обърна към Петър.
- Треперейки от гняв, Иван се обърна към Петър.

Двете изречения имат еднакъв смисъл: всяко от тях означава, че Иван се е обърнал към Петър и че Иван е треперил от гняв.
Сегашното деятелно причастие в първото изречение
е обособено определение на подлога (Иван).
Пример за разлика между сегашно деятелно причастие и деепричастие:
- Иван се обърна към Петър, треперещ от гняв.
- Иван се обърна към Петър, треперейки от гняв.

Двете изречения имат различен смисъл:

- Сегашното деятелно причастие в първото изречение

е обособено определение на допълнението (Петър),
тоест Петър е треперил от гняв.

- Деепричастието винаги пояснява сказуемото, тоест глагола се обърна във второто изречение, следователно е треперил този, който се е обърнал – Иван.

Сегашното деятелно причастие е преход между глагол и прилагателно име. 
Като глаголна форма то има категориите залог (деятелен) и време (сегашно), при все че действието, изразявано от сегашното деятелно причастие, може да протича не само в настоящето, но също в миналото или в бъдещето – едновременно с действието, изразявано от сказуемото.
Подобно на прилагателните имена, сегашното деятелно причастие може да се членува и се съгласува по род и число с името, което пояснява.

## Образуване
Формите на сегашните деятелни причастия се получават най-лесно от глаголните форми на минало несвършено време, 1 л. ед.ч., чрез замяна на окончанието -х с -щ:

четях – четящ;

летях – летящ;

мислех – мислещ;

гледах – гледащ;

стрелях – стрелящ.
Променливото я в завършека -ящ не се прегласява в е нито при членуване, нито при образуване на форми за множествено число:

четящ, четяща, четящо, четящи;

четящия(т), четящата, четящото, четящите.